# Куїмова
Куї́мова (рос. Куимова) — присілок у складі Ішимського району Тюменської області, Росія.
Населення — 157 осіб (2010, 166 у 2002).
Національний склад станом на 2002 рік:
- росіяни — 70 %